# Arachniodes damiaoshanensis
Arachniodes damiaoshanensis là một loài thực vật có mạch trong họ Dryopteridaceae. Loài này được Y.T. Hsieh miêu tả khoa học đầu tiên năm 1986.